# Речки (Добрывичская волость)
Речки — деревня на севере Бежаницкого района Псковской области. Входит в состав сельского поселения муниципальное образование «Добрывичская волость».
Расположена в 30 км (или в 60 км по дорогам) к северу от райцентра Бежаницы, в 7 км к юго-востоку от села Чихачёво.

## Население
Численность населения деревни по состоянию на 2000 год составила 12 жителей.

## История
До 2005 года входила в состав Чихачёвской волости.